# Liste de monitors de la Royal Navy
Cette liste présente les monitors de la Royal Navy, marine militaire du Royaume-Uni.
- Classe Humber
  - HMS Severn (1913)
  - HMS Humber (1913)
  - HMS Mersey (1913)
- classe Abercrombie
  - HMS Abercrombie (1914)
  - HMS Havelock (1915)
  - HMS Raglan
  - HMS Roberts (1915)
- Classe Lord Clive
  - HMS Lord Clive
  - HMS General Craufurd
  - HMS Earl of Peterborough
  - HMS Sir Thomas Picton
  - HMS Prince Eugene
  - HMS Prince Rupert
  - HMS Sir John Moore
  - HMS General Wolfe
- Classe Marshal Ney
  - HMS Marshal Ney
  - HMS Marshal Soult
- Classe Gorgon (en)
  - Gorgon (en)
  - Glatton (en)
- Classe M15 (en)
  - M15 (en)
  - M16 (en)
  - M17 (en)
  - M18 (en)
  - M19 (en)
  - M20 (en)
  - M21 (en)
  - M22 (en)
  - M23 (en)
  - M24 (en)
  - M25 (en)
  - M26 (en)
  - M27 (en)
  - M28 (en)
- Classe M29 (en)
  - M29 (en) (puis HMS Medusa)
  - M30 (en)
  - M31 (en)
  - M32 (en)
  - M33
- Classe Erebus
  - Erebus
  - Terror
- Classe Roberts
  - Roberts
  - Abercrombie

### Sources
- (en) Cet article est partiellement ou en totalité issu de l’article de Wikipédia en anglais intitulé « List of monitors of the Royal Navy » (voir la liste des auteurs).